# オーブ連合首長国
オーブ連合首長国（オーブれんごうしゅちょうこく、Orb Union）は、アニメ『機動戦士ガンダムSEED』及び『機動戦士ガンダムSEED DESTINY』に登場する架空の国家。

## 概要
アニメ『機動戦士ガンダムSEED』第1話において、その保有コロニーと設定されるヘリオポリスが登場した後、本国は第25話（リマスター版24話）にて登場した。
同作において世界観設定を担当した吉野弘幸は、オーブ連合首長国は日本をモデルとした王国としてオーダーされたと、インタビューに答えている。また、日本移民によって成立した国家という設定を持たせつつ、部分的に『古事記』から引用された地名を加えたほか、オーブの国家体制にはブルネイやアラブ首長国連邦などもモデルとして参考にしたという。

## 設定
設定上は南太平洋ソロモン諸島に存在し、大小さまざまな島（火山列島）から構成される島嶼国である。
西暦末期に行われた再構築戦争（第三次世界大戦）の果てに誕生した。元々は他の地からオーブを開拓した民たちが暮らす島国であったが、過去、多数の日本人移民者がその技術をもって入植し、発展した経緯を持つ。五部族の小国から発展した首長国連合であり、それ故に国家にはオーブ建国以前から島々を支配していた者達が後に「氏族」として君臨し、議会との合議制という政治形態を持っている。
地球上で数少ないコーディネイターを受け入れている国家である。公用語は日本語が使われ、公文書等も日本語の仮名交文で表記される。作中で判明している友好国は北欧のスカンジナビア王国。
建国時から中立国の理念を持っており、それを強く印象付けるため、C.E.70年2月8日に代表首長ウズミ・ナラ・アスハにより中立宣言が行われた。
その中立の内容は、「いかなる事態が起ころうとも、独立、 中立を貫く」というもので、「オーブは他国を侵略しない、他国の侵略を許さない、他国の争いに介入しない」とするものである。
オーブ（Orb）は、光り輝く「球体」、「天体」の意。

## オーブ群島
オーブ群島の数は資料によって揺れが見られ、本島とオノゴロ島は別々であるとしたものと本島とオノゴロ島が一緒であるとするものが見られる。
火山性の環状列島が大小で20島存在する。

### オーブ本島
正式名称はヤラファス島であり、オーブの首都オロファトが所在する。首都のほか、4つの都市が存在。市街地の背後にはオーブの地熱発電を支えるハウメア火山が存在する。
存在する施設は以下の通り。
行政府
立法・司法以外の国家運営が処理・執行される、日本の国会議事堂に似た建物。首長や閣僚たちが集まって会議をおこなう。
内閣府官邸
首長をはじめとする内閣閣僚とその家族らのオフィス兼住居である建物。カガリも通常はここで寝起きしている。

### オノゴロ島
本島の南方に位置する島。島名は、日本神話に登場するイザナギとイザナミによって作られた最初の島「オノゴロ島」に由来する。軍事の中心地であり、国防本部（軍司令部）と軍事産業の中枢であるモルゲンレーテ社の本社及び工廠が存在している。厳重な警戒態勢が常時敷かれており、人工衛星からの監視も不可能な高いセキュリティを誇る。このため、ザフトのアスランやイザークらは、モルゲンレーテ社内のスパイの手引きでID等を入手して同地の工場敷地に潜入し、情報収集や探索活動をおこなった。また、軍港の北側の岸辺山肌にはモルゲンレーテ秘密ドックへの入り口が存在し、アークエンジェルはそこからオノゴロ島へと秘密裏に入港した。
こういった拠点としての重要性から、敵対する勢力によるオーブ侵攻の際は最大の標的となり、C.E.71年6月15日に発動した地球連合軍による「オーブ解放作戦」及びC.E.73年のザフト軍によるオーブ侵攻作戦「オペレーション・フューリー」では主戦場となった。
存在する施設は以下の通り。
国防総省
オーブの防衛を司る省庁で、大きなアンテナ塔がある建物が目印。
モルゲンレーテ本社
オノゴロ島北西に位置する軍港の北半分を占めるオーブの一大半官営企業。その敷地内に、本社ビルのみならず空港やエネルギータンクを併せ持ち、モルゲンレーテ社敷地の裏手・軍港北側から海岸線までの間の広大な森林部の地下に秘密ドック、MS地下試験場、MS工場等を秘密裏に持ち合わせている。

### アカツキ島
主にマルキオ導師の孤児院や、アークエンジェルが隠蔽されていた地下海底ドック、MSアカツキが置かれていた地下施設がある。

### カグヤ島
マスドライバー施設（実際には多段式ロケットの段階加速を行う重力カタパルト）を有する宇宙との玄関口となる島で、イズモ級戦艦の艦橋ブロックの格納庫や、簡易ドックなど宇宙との連絡に必要とする設備を備えている。また、ヘリオポリスとの定期運行船の発着口として運営されていた。
C.E.71年の「オーブ解放作戦」において、全てのマスドライバー施設をザフト軍に奪取もしくは破壊されていた地球連合軍は、カグヤのマスドライバーを奪取し、宇宙侵攻の足がかりにする事を目的としていたが、ウズミ・ナラ・アスハによりマスドライバーは自爆し、その機能は喪失した。
その後、C.E.73年のザフト軍による「オーブ侵攻戦」の時点でマスドライバーは修復されており、「メサイア攻防戦」に向けて出撃するアークエンジェルが使用し、宇宙へ向かっている。

### サデヨリ島
ODRに所属しているタツミ・ホーリの出身地。

## 文化
元々オーブの諸島を開拓住民たちが持つ宗教文化が根差していたが、日本からの移住者によってその宗教文化も持ち込まれ、独自の融合がなされた。その折にはアスハ家が折衝を務めたとされている。

## 宇宙関連施設

### ヘリオポリス
L3宙域に存在するオーブの資源衛星コロニー。崩壊前はオーブの宇宙における生産拠点であった。キラ・ヤマト達が通う工業カレッジやモルゲンレーテ社の設備が存在しており、資源衛星と接続した特徴を持っている。プラントの「砂時計」型のコロニーとは異なり、宇宙世紀にも登場するシリンダー型になっている。
ザフトのスパイが暮らしており、情報収集をしている。アニメ『機動戦士ガンダムSEED』第1話では駐屯していた地球連合軍の地対地ミサイル搭載トラック ブルドックや自走リニア榴弾砲が登場している。
ヘリオポリスは、ギリシャ語で「太陽の都」の意。
作中の動向
『機動戦士ガンダムSEED』第1話でのクルーゼ隊の襲撃を受ける。ムウ・ラ・フラガ少佐の部下であるルークとゲイル機のメビウスが迎撃に出るも、ジンに撃破されている。地球連合軍の新造戦艦アークエンジェルやG兵器が開発されていたが、ザフト軍に発見され、襲撃を受けた際に崩壊した。
『SEED ASTRAY』では、G兵器の開発データと盗用した大西洋連邦の技術からアストレイが極秘裏に開発されていた。ケナフ・ルキーニの情報でG兵器の存在を知ったザフト軍は地球連合軍と交戦になり、ヘリオポリスは崩壊した。ゴールドフレームはコロニー崩壊前にロンド・ギナ・サハクによって回収されている。また、ケナフ・ルキーニの情報でザフト軍の攻撃を知ったオーブは、サーペントテールにアストレイの完全消去を依頼する。エリカ・シモンズの情報でやって来たジャンク屋組合は、レッドフレームとブルーフレームを発見し、サーペントテールと戦闘になる。しかし、依頼者の裏切りに遭い、サーペントテールは任務を放棄した。その結果、ジャンク屋組合のロウ・ギュールはレッドフレームを、サーペントテールの叢雲劾はブルーフレームを手に入れていた

### アメノミハシラ
オーブが所有する宇宙ステーションであり、兵器生産を行う軍事用宇宙ステーションとして機能している。C.E.58年にウズミ・ナラ・アスハが代表首長に就任し、オーブの宇宙開発への更なる発展を目指す国家的事業として建設が開始された。
本来、アメノミハシラとは、地球上から宇宙へ物資を送る軌道エレベーターの事を指しており、最頂部である大規模ファクトリーを内蔵した宇宙ステーションが完成したC.E.70年に地球連合とプラントによる戦争が開始され、軌道エレベーターとしての建造計画はストップを余儀なくされる。オーブは中立国家としての立場を貫くため、軍備の増強は必要不可欠な事項となり、それ以降アメノミハシラは軍事用宇宙ステーションとして使用される事になった。
MSの製造は、アメノミハシラの様に無重力空間に存在する特殊ファクトリーでなければ製造不可能な素材も数多く、必然的に兵器生産にアメノミハシラは重要なウェイトを占めていった。それに伴い、オーブ五大氏族の中でも軍事を司るサハク家の管轄に置かれる事になった。
アメノミハシラは、古事記や日本書紀に登場するイザナギ・イザナミが立てた「天の御柱」に由来する。
作中の動向
戦線の宇宙移行に伴うオーブ本国での戦闘により、住む場所を失ったオーブ国民の多くが、サハク首長家を頼りアメノミハシラに移住し、その中に含まれていた技術者達の手でアメノミハシラのファクトリーはより優れた生産能力を有するに至った。その間、長期に渡る戦争で疲弊した地球連合・ザフト両軍は自軍の戦力回復のため、軍需工廠としてのアメノミハシラの生産能力を欲するようになり、幾度も攻撃部隊を派遣するが、その防衛戦力の前に敗退した。中でもユーラシア連邦は、一挙に30機に及ぶストライクダガーを投入し、四方から同時に攻め込ませる事でアメノミハシラの占領を試みたが、ロンド・ミナ・サハク直属の戦闘用コーディネイター「ソキウス」達の搭乗する少数のM1Aアストレイの前に大敗を喫してしまう。以後、地球連合軍はアメノミハシラへの戦闘行為を断念している。
『DESTINY ASTRAY』では、ロンド・ミナ・サハクの提案によって、自主解体に追い込まれたジェネシスαに代わって、ジャンク屋組合の新たな宇宙での本拠地となった。
『FRAME ASTRAYS』では、ここでグリーンフレームとブルーフレーム サードの調整が行われた。
『VS ASTRAY』では、カーボンヒューマンとして再生されたロンド・ギナ・サハクが来襲し、迎え撃ったロンド・ミナ・サハクが負傷した。その後、ギナとミナの真意を知りたがったフィーニス・ソキウスがアメノミハシラを訪れていた。

## 経済
元は産油国であったが、石油の枯渇後はその資本によって工業国家へと転身した。火山列島の特性を活かした地熱発電を行っており、近代国家のアキレス腱であるエネルギーの自給自足が相当程度可能になっている。地熱発電は工業を支える基盤となり、これはオーブの経済発展の原動力になった。
輸入した資源を加工輸出する傍ら、赤道直下という立地を生かし宇宙港の誘致に成功し、宇宙と地球の交易中継地としてさらなる発展を遂げた。また、国家のコーディネイター受け入れ政策は技術立国化として生き残りを考慮した思惑もあった。
元々、オーブの国際的存在感は戦前はさほど強くはなかったものの、プラント・連合の対立が激化する事によって技術立国としての頭角を現していった経緯を持つ。元来、地球連合（プラント理事国）は地球からの食糧供給の代わりにプラントから生産される工業製品を輸入する形で交易を行っていたが、開戦によってその輸入に支障が出始めると、新たな交易パートナーとして、オーブのような地球にコーディネイターを擁する国家にそのシェアが移った。軍事技術の輸出も行っていたため 、ある種、戦争による恩恵を多分に受けた国家であったオーブであるが、連合の中には軍需産業複合体や国防産業連合理事であるムルタ・アズラエルのように、これを快く思わない派閥も存在したという
尚、国防の観点では中立であるが、コーディネイターを擁する国家でもあるため水面下ではプラントとの交流は継続されていた。

## 政治体制
国家元首及び国政の最高責任者は代表首長であり、代表首長は、オーブ五大氏族の族長からのみ選ばれ、選挙によって選出される。その後、国家元首以外の4人の氏族は枢密院に入り、代表をサポートする。
五大氏族の顔ぶれは普遍的でなく、家系の途絶等や何らかの有事が発生した折には下級氏族から五大氏族への入れ替え・昇格も発生し、CE71年のオーブ侵攻によって多くの当主が死亡した後、CE73年代で五大氏族の地位にあったセイラン家もそのひとつである。ただし、元は南海の楽園に過ぎなかったオーブをアスハ一族がその指導の下に経済成長させて来たことから、氏族の中でも同一族の影響力が高く、国家元首を代々務めるに至っている。また、五大氏族は血縁よりも能力を重視し、ロンド・ギナ・サハク姉弟が先代サハク家族長コトー・サハクによって最初からオーブのためのコーディネイターとして育成された。また、カガリ・ユラ・アスハは養子縁組によって家門に入っている。
一方、首相に相当する「宰相」という閣僚ポストがあり、CE73～74年(SEED DESTINY劇中)はセイラン家のウナト・エマ・セイランがその職にあった。また、国家元首は代表首長が務める傍らで主権は国民が持っており、国民から一般選挙によって選出される立法機関である議会も存在する。主な政策決定はこの議会が行い、五大氏族と対峙させることで政治システムを成立させている

### 歴代首長
それ以前の首長は定かではないが、C.E.58年前後にウズミ・ナラ・アスハが代表首長に就任。その後、ウズミはC.E.70年に発生したヘリオポリス襲撃事件の引責から代表を辞任し、同年にホムラが代表首長に就任している。その後、ホムラの退任時期は定かではないが、C.E.73年にはカガリ・ユラ・アスハが代表首長に就任している。

## オーブ軍
正式名称は「オーブ国防軍」。関連資料では本土防衛地上軍、海軍、国防宇宙軍、陸軍が確認される。C.E.73～74年の大戦時ではカガリ・ユラ・アスハの拉致によって同国の代表となったユウナ・ロマ・セイランが、その父ウナト・エマ・セイランの意向によって国防軍最高司令官に着任した。
艦艇においては、大型水上戦闘艦艇であるイージス艦とクラオミカミ級護衛艦を保有。さらにイージス艦の艦載機として2人乗りの戦闘ヘリコプターが配備されている。第1次連合・プラント大戦後は国防戦略の転換（外洋制圧力強化による積極防衛）に伴い大型空母「タケミカズチ」を配備し、それとMSムラサメを中核とする空母機動部隊がC.E.73～74年の大戦時に実戦投入された。
また、地球連合軍においてMBTとして制定されているリニア・ガンタンクや、同軍で用いられる自走砲である自走リニア榴弾砲を有する。
モビルスーツに関しては、第1次連合・プラント大戦期に国産機であるM1アストレイやその派生機であるM1Aアストレイを、二次大戦時ではそれらに加え国産可変機であるムラサメやその派生機であるオオツキガタを運用している。

### 戦力
ここでは便宜上、アメノミハシラ配備の戦力についても記載する。
- 国防陸軍
  - 主力戦車リニアガン・タンク
  - 自走リニア榴弾砲
  - 連装高射機関砲
  - モビルスーツ
    - MBF-M1 M1アストレイ

- 国防海軍
  - イージス艦
  - クラオミカミ級護衛艦
  - 補給艦
  - 大型航空母艦タケミカズチ
  - モビルスーツ
    - MBF-M1+EF-24R M1アストレイ シュライク装備型

  - 戦闘ヘリコプター

- 国防空軍
  - モビルスーツ
    - MVF-M11C ムラサメ
      - MVF-M11C 偵察型ムラサメ

- 国防宇宙軍
  - 多目的宇宙戦艦イズモ級
  - ヘリオポリス配備モビルアーマー
    - ミストラル
    - メビウス

  - モビルスーツ
    - MBF-M1A M1Aアストレイ
    - MVF-M12A オオツキガタ

- 本土防衛軍（海兵空陸宇宙機動作戦部隊）
  - モビルアーマー
    - ミストラル

  - モビルスーツ
    - MVF-M11C ムラサメ
      - MVF-M11C ムラサメ偵察型
      - MVF-M12A オオツキガタ

    - MBF-M1 M1アストレイ
      - MBF-M1+EF-24R M1アストレイ シュライク装備型
      - MBF-M1A M1Aアストレイ

  - 主力戦車リニアガン・タンク
  - 自走リニア榴弾砲
  - 連装高射機関砲
  - イズモ級多目的宇宙戦艦
  - イージス艦
  - クラオミカミ級護衛艦
  - 補給艦
  - 航空母艦
  - 戦闘ヘリコプター

- アメノミハシラ
  - イズモ級多目的宇宙戦艦 1番艦イズモ
  - モビルスーツ
    - MBF-P01-Re<AMATU> アストレイ ゴールドフレーム天
      - MBF-P01-Re2 アストレイ ゴールドフレーム天ミナ
        - MBF-P01-Re3 アストレイ ゴールドフレーム天ハナ
          - MBF-P01-Re3<AMATERASU> アストレイ ゴールドフレームアマテラス

    - MBF-P01-Re2C アストレイ ゴールドフレーム天ミナC
    - MBF-M1A M1Aアストレイ
    - GAT-X133 ソードカラミティ（3号機）
    - GAT-X255 フォビドゥンブルー
    - GAT-333 レイダー制式仕様

- オーブ国際救助隊（ODR）
  - モビルスーツ
    - MVF-X08 エクリプスガンダム

### 階級・様式
第二次ヤキン・ドゥーエ攻防戦後は制服のデザイン、カラーが新調されている。
階級は全部で以下の12階級が存在し、書籍資料では襟章で判別可能としている。士官では尉官と佐官の襟章に照らし合わせると赤は三等階級、緑は二等階級、橙は一等階級のシンボルカラーとなっている。画面では准将の階級章が2種類確認でき、1つはキラの場合で、ジャケットの襟縁取りが青で襟端章が黄色の佐官仕様のものに黄色の襟章に四本の胸章（緑と白の交互のストライプ各二本）および袖に金線一本と部分的に将官の意匠のものに変えた不正規仕様のもの、もう1つは襟章が緑で袖に金線が無く、胸章が四本、ジャケットも襟縁取りが黄色で襟端章が赤の正規仕様のものである。なお、英語表記は中将や自衛隊の将を意味する”Lieutenant General”になっており、本来の准将の英語表記である”Brigadier General”とは異なっている。また下士官兵も襟章は区別はされておらず、そのため将官と下士官兵においてはどうやって他国軍との人事バランスを採っているかは不明である。なお、『機動戦士ガンダムSEED FREEDOM』で「百発百外しはトダカ海将
仕込みです」というセリフから、将軍と准将の間に『将』の階級の存在を匂わせているようであるが、資料に載っていない（本編に出ていない）だけで実在したのか、『SEED DESTINY』の後で新設されたのか、『将軍=海将』なのか、2024年7月現在公式発表は無い。
| 階級        | 該当キャラクター                                                                       |
| ----------- | -------------------------------------------------------------------------------------- |
| 将軍        | カガリ・ユラ・アスハ                                                                   |
| 准将        | キラ・ヤマト                                                                           |
| 一佐        | アスラン・ザラ アンドリュー・バルトフェルド トダカ レドニル・キサカ マリュー・ラミアス |
| 二佐        |                                                                                        |
| 三佐        |                                                                                        |
| 一尉        | ババ アマギ                                                                            |
| 二尉        |                                                                                        |
| 三尉        | アーノルド・ノイマン                                                                   |
| 曹長        | コジロー・マードック                                                                   |
| 一曹 - 三曹 | ダリダ・ローラハ・チャンドラ2世                                                        |
| 士長        |                                                                                        |
| 一士 - 三士 |                                                                                        |

## 劇中の動向

### 機動戦士ガンダムSEED
地球連合軍のGAT-Xシリーズ5機を製造したオーブの国営企業モルゲンレーテ社があり、大西洋連邦と共同開発したGAT-Xシリーズのノウハウを盗用して造り上げた初の国産MSである「M1アストレイ」を、自国防衛のための戦力として配備した。
ザフト軍にマスドライバーを破壊された地球連合軍から、オーブのカグヤ島のマスドライバー施設やモルゲンレーテ社の技術を接収するために、強制に近い協力要請を受けるが、前代表首長ながら事実上の指導者であるウズミ・ナラ・アスハは、中立を貫く立場からこれを拒否。その後、地球連合によって「48時間以内に政権の即時退陣、および国軍の解体が行われなかった場合に武力攻撃を行う」という、最後通告が突き付けられる。これを受託しなかった事から、地球連合軍(大西洋連邦)によるオーブ侵攻が行われた。
これに対しオーブは、M1アストレイを主力とするオーブ軍に加え、身を寄せていたアークエンジェルやフリーダム、ストライクなどの助力に加え、バスター、ジャスティスの援護を得て防戦する。
しかし、地球連合軍の後期GAT-Xシリーズであるカラミティ、フォビドゥン、レイダーの3機やストライクダガーの物量による攻勢を凌ぎきれず、ウズミはオノゴロ島から民間島民の避難と残存戦力の宇宙への脱出の完了後、当地にあるモルゲンレーテ社本社社屋、同社工場施設、マスドライバー施設、そして他の主だった首長、閣僚らもろとも自爆した。
この戦闘の際、プラントは援軍を打診したがウズミは固辞。ザフトの活動はクルーゼ隊の偵察活動に留まった。一方オーブ国籍のコーディネイターの亡命は受け入れており、戦中戦後に人材流出が相次いだ。
その後、オーブは暫定政府が置かれ、地球連合の監視の元、大西洋連邦の保護下に置かれる事になった。戦後、ユニウス条約を批准し、国境線回復の条項に従い主権を回復した。

### 機動戦士ガンダムSEED ASTRAY
『SEED』のストーリーの裏で起きていた様々な真相が語られる事になっている。
連合とプラントの開戦後、ウズミはあくまでも「中立」の意思を表明しする形で戦争への介入を否定していたが、アスハ家と同じ五大士族の一つでありながら、古くから政に関するアンダーグラウンドを担ってきた故に「国が持つ暴力」としての軍と繋がりが深いサハク家はこの事に大きな不満を抱いていた。サハク家は秘密裏に連合と協力関係を打診、一度はアスハ家によって潰されるも、モルゲンレーテを介して連合と手を結び、ストライカーパックの開発を勝ち取ったことを契機として、連合が地上パナマ基地にて作成中の量産機開発と並行して進められていた対ザフト用新型兵器の「連合の持ちうる技術を全て注ぎ込んだスペシャル機」である5機の「G」をヘリオポリス内で製造。更にはそれに並行する形で、ヘリオポリスの秘密工場内にて連合から得た技術を盗用し開発された、スペック検証用の生産性度外視カスタム機である「プロトアストレイ」を、地上のM1アストレイと並行／フィードバックしながら開発。最終的に1号機～3号機までの3機のロールアウトに成功する(更に2機分のパーツ状態の機体も作成終了していた)。
しかしその後、情報屋のケナフ・ルキーニによってザフトに5機の「G」の存在がザフトとオーブ本国にリークされる事件が発生。これによってオーブ側にもケナフによってザフト襲撃の情報が渡るが、情報を最も最初に掴んだオーブ本国側は、あえてこれをプロトアストレイ抹消の為の機会として、ザフトによるヘリオポリスへの襲撃を、ヘリオポリス住民などに被害が出ることも織り込み済みで「あえて見過ご」した結果、ヘリオポリスは崩壊。連合側は唯一ストライクだけが残る形となる。崩壊の直前から最中、サハク家のロンド・ギナ・サハクは秘密工場からアストレイの1号機であるゴールドフレームを持ち出しており、オーブ側には唯一この機体のみが残存。一方、残された2号機のレッドフレームと3号機のブルーフレームは、ヘリオポリスの崩壊後にそれぞれジャンク屋のロウ・ギュールと傭兵「サーペントテール」のリーダーである叢雲劾の手に渡っている。
ヘリオポリスでの事件後、ウズミはヘリオポリス崩壊を自分の責任として代表を辞任。一方、サハクが地上で開発していたM1は量産される事となる。サハク家のギナとその姉であるロンド・ミナ・サハクの姉弟は、この頃はオーブのマスドライバーの価値を高める為に新たなマスドライバーが建造されようとしていた民間施設であるギガフロートを攻撃するなど、地球側におけるオーブの価値を高める活動に専念していた。
サハク姉弟は、パナマ戦における連合のマスドライバー全喪失を契機として、連合の戦争主導に大きく関わるムルタ・アズラエルとも接触。オーブへの不介入の協定を結び、第三次ビクトリア攻防戦時には連合側に直接的な軍事協力もするのだが、オーブの技術力を欲していたアズラエルは、ロンド姉弟がビクトリアでの戦いに参戦していた隙を突く形で、連合のモビルスーツ部隊によるオーブへの直接侵攻を開始。これによってオーブは連合の手で壊滅的被害を受け、首長に復帰していたウズミやロンド姉弟の養父であるコトー・サハクはマスドライバーとともに自爆した。ロンド姉弟はビクトリアの後にはオーブ本国に戻らず、連合により供与された戦力と共に宇宙ステーションである「アメノミハシラ」へ帰還。戦火から逃れた一部のオーブ国民を受け入れる。その後、オーブ本土壊滅後の混乱期に乗じてウズミの娘であるカガリ・ユラ・アスハの暗殺を目論んだ事で、当時カガリの乗るクサナギに同乗していたサハク家の部下であるエリカ・シモンズからは離反・決別され、その後のロウと劾との戦いによってギナも生命を落とすことになる。

### 機動戦士ガンダムSEED DESTINY
戦後、オーブの主権はユニウス条約により回復し、カガリ・ユラ・アスハは代表首長に就任する。前大戦と同じく中立国であろうとするカガリと大西洋連邦寄りに傾いているセイラン家を中心とした勢力と2分されており、過去に地球連合軍に制圧された影響もあって、以前の様な不可侵の立場にいないという状態にある。
地球連合とプラント軍の開戦後、オーブは大西洋連邦との間に「世界安全保障条約」を締結し、それとほぼ時を同じくしてカガリとユウナ・ロマ・セイランの婚約・結婚を発表した。しかし、挙式当日、キラ・ヤマトらアークエンジェルのクルーによるカガリの連れ去りによって式は白紙になった。
その後、セイラン首長家によりオーブ軍の地中海派遣が決定するなど、地球連合軍へ協力する形になるが、ザフト軍が行ったオーブ侵攻戦により、セイランを含めた首長達が死亡した事によって政権は事実上崩壊し、軍部などの支持により復帰したカガリ・ユラ・アスハを代表首長とする臨時政府が成立された。その後の全世界へと向けた放送で、ロゴスとの訣別および連合・プラント両陣営に属さないことを表明する。
ギルバート・デュランダルによるデスティニープラン宣言時には、その導入実行に対し、オーブは臨時閣議を開きカガリ代表のもと、断固拒否の姿勢を表明する。またそれと同時にオーブは防衛体制を敷いた。
月面アルザッヘル基地をレクイエムで壊滅させたザフト軍に対して、アークエンジェル並びにクライン派を正式にオーブ軍第2宇宙艦隊に編入すると共に、同艦隊を直ちに派兵、さらに大西洋連邦軍を初めとした残存の地球連合宇宙艦隊と合流し、「メサイア攻防戦」に参戦した。この戦闘によりメサイアは陥落、ギルバート・デュランダルは死亡し、勝利を収める。
戦後、ラクス・クラインの仲介によりC.E.74年、オーブは停戦合意をプラントから得ることに成功し、終戦協議に入った。その後は代表者であるカガリ・ユラ・アスハが地球連合の中心的指導者となった事から、連合やプラントも一目を置く程国際社会での発言力が拡大したと見られる。
『SEED C.E.73 Δ ASTRAY』では、マーシャン達がオーブに寄航した際にカガリ・ユラ・アスハと会談を行った。また、カガリがキラ・ヤマトよってアークエンジェルに連れ去れた後、ロンド・ミナ・サハクがマルキオ導師と会談を行っている。

### 機動戦士ガンダムSEED FREEDOM
C.E.75年、地球連合の加盟国からの独立を目指す小国たちの紛争や、連合内に浸透するコーディネイター排斥団体「ブルーコスモス」によるテロ活動など、地球ではいまだに争いの火種がくすぶっていた。この事態を鎮静化するべく、地球連合の主要国である大西洋連邦とデュランダル亡き後のプラントは共同で世界平和監視機構コンパスを創設。元地球連合軍所属のアークエンジェルクルー、ザフト軍兵士などが所属していた。オーブ主導でコンパスの新型機であるライジングフリーダムとイモータルジャスティスの開発を担うなど、主要参加国として積極的に協力を行っていた。